# Toshikazu Soya
Toshikazu Soya (征矢 智和 Soya Toshikazu?), född 21 oktober 1989 i Tokyo prefektur, är en japansk fotbollsspelare.
Soya började sin karriär 2012 i Albirex Niigata Singapore. 2012 flyttade han till Grulla Morioka. Han spelade 54 ligamatcher för klubben. Efter Grulla Morioka spelade han för Saurcos Fukui.